# Königsteiner Vereinbarung
Die Königsteiner Vereinbarung ist eine am 30. August 1950 von den Ministerpräsidenten der deutschen Länder getroffene Absprache zur Reihenfolge der Präsidentschaft des Bundesrates unter den Ländern. Sie wurde in einer Konferenz der Ministerpräsidenten in der Villa Rothschild (dem damaligen Haus der Länder) im hessischen Königstein im Taunus vereinbart. Danach wird das Amt des Präsidenten des Bundesrates im jährlichen Turnus von den Regierungschefs der Länder der Bundesrepublik Deutschland nach absteigender Einwohnerzahl besetzt. Die ursprüngliche Vereinbarung ergibt sich aus dem Stenografischen Bericht der Konferenz und wurde nie urkundenmäßig fixiert.

## Besonderheiten bei den Wahlen
Anfangs hatte es um die prestigeträchtige erstmalige Besetzung der Bundesratspräsidentschaft Auseinandersetzungen zwischen den Ministerpräsidenten von Nordrhein-Westfalen Karl Arnold (CDU) und Bayern Hans Ehard (CSU) gegeben. Karl Arnold entschied die Frage nach der Besetzung des Amtes für sich und wurde in der konstituierenden Sitzung des Bundesrates am 7. September 1949 zum ersten Präsidenten der Länderkammer gewählt; Bayern enthielt sich bei der Wahl der Stimme. Seit der Einigung auf den Turnus gemäß der Königsteiner Vereinbarung werden die Kandidaten für das Amt des Bundesratspräsidenten einstimmig gewählt. Einzig 1997 und 1998 war kein Bremer Vertreter bei der Wahl anwesend, weshalb die Abstimmung zwar einstimmig ausfiel, aber keine Bremer Stimmen gewertet werden konnten. 1950 stimmte erstmals das Land Berlin mit ab, 1952 das neugegründete Baden-Württemberg und 1957 das Saarland, wodurch die Zahl der abstimmenden Länder elf betrug. 1991 schließlich stimmten zum ersten Mal die fünf neuen Bundesländer mit ab.

## Änderungen in der Abfolge
Aufgrund von Änderungen der Bevölkerungszahlen der Länder und dem Beitritt neuer Länder zum Geltungsbereich des Grundgesetzes (das Saarland am 1. Januar 1957; Brandenburg, Mecklenburg-Vorpommern, Sachsen, Sachsen-Anhalt und Thüringen am 3. Oktober 1990) hat sich die Reihenfolge der Bundesratspräsidentschaften mehrmals geändert:
- Im 2. Turnus (beginnend mit dem Geschäftsjahr 1960/61) tauschte Baden-Württemberg den Rang 3 mit Niedersachsen (nun Rang 4). Die hinteren vier Plätze des Turnus wurden neu gereiht: Berlin tauschte den 8. Rang mit Hamburg (nun Rang 9), das Saarland den 10. Rang mit Bremen (nun Rang 11).
- Im 4. Turnus (beginnend mit dem Geschäftsjahr 1982/83) wurden die fünf der Bundesrepublik am 3. Oktober 1990 im Zuge der deutschen Wiedervereinigung beigetretenen neuen Länder in die Reihenfolge gemäß der Königsteiner Vereinbarung eingereiht. Mecklenburg-Vorpommern hatte als erstes dieser Länder im Geschäftsjahr 1991/92 an Rang 10 die Bundesratspräsidentschaft inne, danach folgten die alten Länder Saarland (Rang 11) und Bremen (Rang 12).
- Im 5. Turnus (beginnend mit dem Geschäftsjahr 1994/95) nahmen die fünf neuen Länder ihrer damaligen Bevölkerungszahl nach die Ränge 6 (Sachsen), 9 (Sachsen-Anhalt), 10 (Thüringen), 11 (Brandenburg) und 13 (Mecklenburg-Vorpommern) ein.
- Im 6. Turnus (beginnend mit dem Geschäftsjahr 2010/11) beschlossen die Regierungschefs der Länder am 12. Dezember 2013 eine veränderte Reihenfolge, welche die fortgeschriebenen Bevölkerungszahlen des Zensus 2011 (mit Stand vom 31. März 2013) zugrunde legt: Bis Rang 8 (Berlin) bleibt der Turnus unverändert, danach werden Schleswig-Holstein um drei Ränge und Brandenburg und Hamburg um jeweils einen Rang vorgezogen; Sachsen-Anhalt und Thüringen rücken um jeweils zwei Ränge, Mecklenburg-Vorpommern um einen Rang nach hinten.[5]

## Reihenfolge der kommenden Präsidentschaften des Bundesrates
Das zuoberst aufgeführte Land hat die Präsidentschaft des Bundesrates im laufenden Geschäftsjahr inne.
| Nächste Präsidentschaft | Land                   | Vorige Präsidentschaft |
| ----------------------- | ---------------------- | ---------------------- |
| 2024/25                 | Saarland               | 2008/09                |
| 2025/26                 | Bremen                 | 2009/10                |
| 2026/27                 | Nordrhein-Westfalen    | 2010/11                |
| 2027/28                 | Bayern                 | 2011/12                |
| 2028/29                 | Baden-Württemberg      | 2012/13                |
| 2029/30                 | Niedersachsen          | 2013/14                |
| 2030/31                 | Hessen                 | 2014/15                |
| 2031/32                 | Sachsen                | 2015/16                |
| 2032/33                 | Rheinland-Pfalz        | 2016/17                |
| 2033/34                 | Berlin                 | 2017/18                |
| 2034/35                 | Schleswig-Holstein     | 2018/19                |
| 2035/36                 | Brandenburg            | 2019/20                |
| 2036/37                 | Sachsen-Anhalt         | 2020/21                |
| 2037/38                 | Thüringen              | 2021/22                |
| 2038/39                 | Hamburg                | 2022/23                |
| 2039/40                 | Mecklenburg-Vorpommern | 2023/24                |